# Linda Mvusi

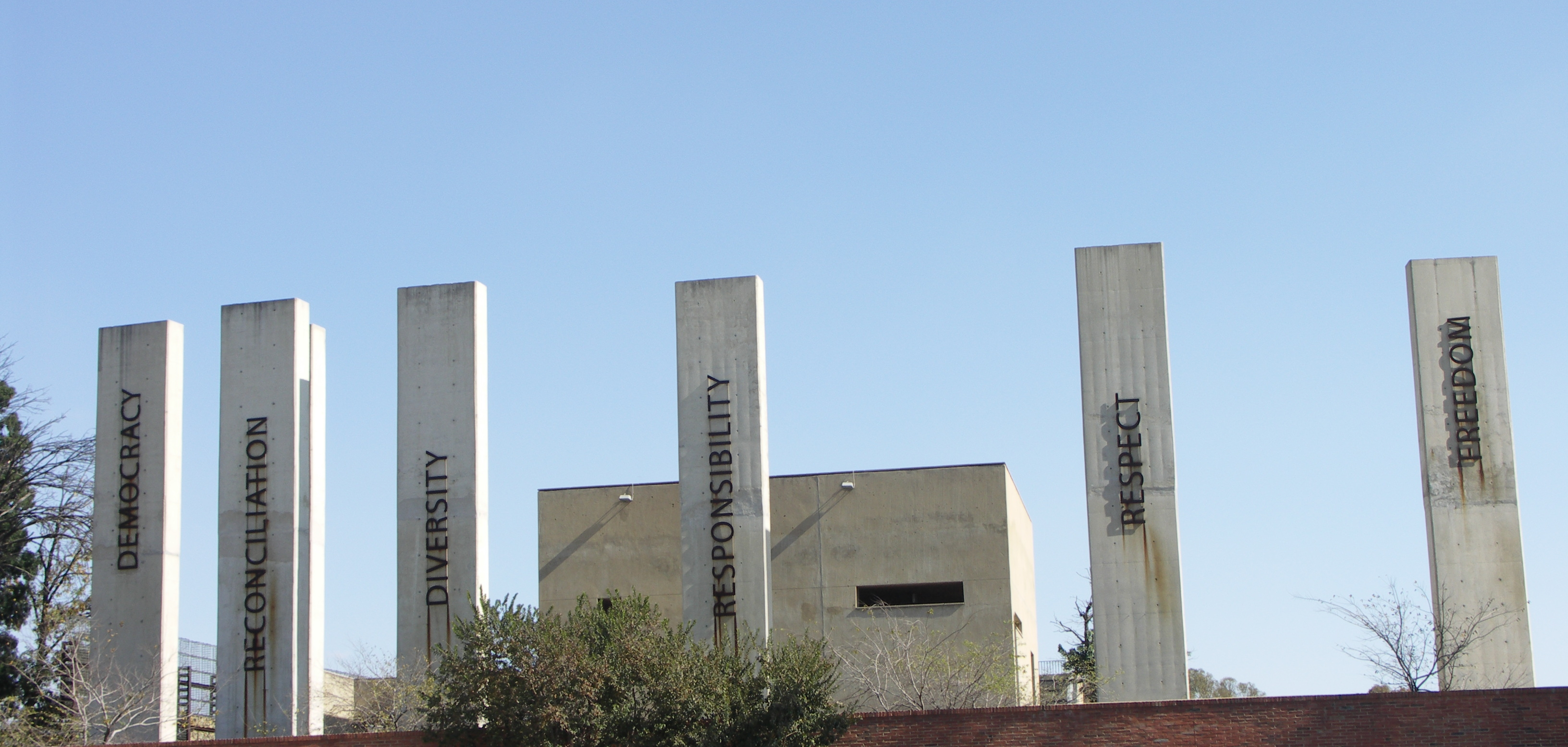
O Museu do Apartheid no qual Mvusi trabalhou como arquiteta

Linda Mvusi (Bloemfontein, c. 1955) é uma atriz e arquiteta sul-africana.
Em 1988, ela, Barbara Hershey e Jodhi May receberam o prêmio de Melhor Atriz no Festival de Cannes por seu trabalho em A World Apart.